# Best Friend of Charleston

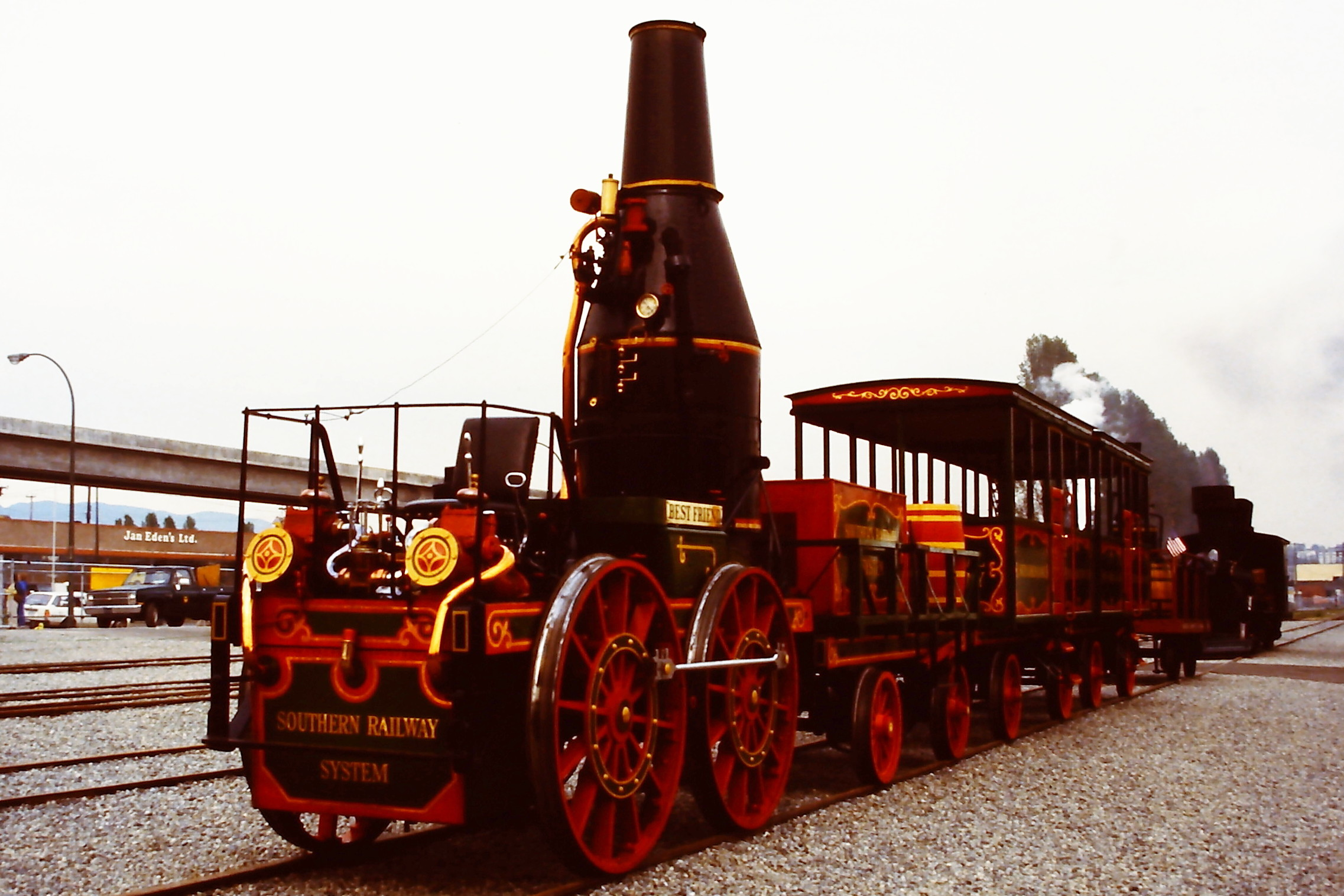
A mozdony replikája

A Best Friend of Charleston nevű gőzmozdony futott az Egyesült Államok első rendszeres vasúti járatán. Ez volt az első mozdony az USA-ban, amelyiknek felrobbant a kazánja.
1830-ban gyártották és ez év októberében szállították le Charlestonba. Itt tette meg első útját december 25-én. 1831. június 17-én felrobbant a kazánja, mert a fűtő leszorította a gőzszelepet, mivel a kiszökő gőz sistergése zavarta.

## Lásd még
- Tom Thumb

## Fordítás
- Ez a szócikk részben vagy egészben  a   Best Friend of Charleston című angol Wikipédia-szócikk ezen változatának fordításán alapul.  Az eredeti cikk szerkesztőit annak laptörténete sorolja fel. Ez a jelzés csupán a megfogalmazás eredetét és a szerzői jogokat jelzi, nem szolgál a cikkben szereplő információk forrásmegjelöléseként.

## Külső hivatkozások
- The Best Friend of Charleston